# Dioxyde de zirconium
Cet article possède un paronyme, voir Zircon.
Le dioxyde de zirconium, ou oxyde de zirconium(IV) est un composé chimique de formule ZrO2. Il est couramment appelé la zircone (ne pas confondre avec le zircon qui est un silicate de zirconium). C'est un solide cristallin blanc. On le trouve dans le milieu naturel sous la forme d'un minéral ayant une structure cristalline monoclinique appelé baddeleyite (en). Il est possible de stabiliser la forme cubique en ajoutant des impuretés.
Ce matériau est utilisé par exemple dans des capteurs (sonde lambda). La principale utilisation de la zircone est la conception de céramiques utilisées par exemple en odontologie ou comme protections thermiques.

## Propriétés

### Structure
Dans les conditions ambiantes de température et de pression, la zircone cristallise dans le système monoclinique et le groupe d'espace P21/c (no 14) avec les paramètres cristallins a = 513,8 pm, b = 520,4 pm, c = 531,3 pm et β = 99,2°. On le trouve sous la forme de baddeyelite dans les roches magmatiques, ce minéral contient comme impureté des atomes d'hafnium en substitution du zirconium.
Le dioxyde de zirconium existe aussi avec des structures cristallines cubique et tétragonales, mais elle ne sont pas stables à température ambiante et n'existent qu'à haute température : structure tétragonale entre 1 173 °C et 2 370 °C, structure cubique entre 2 370 °C et le point de fusion 2 680 °C. Ces températures de changement de phase peuvent être modifiées en fonction de la pression ou de la taille des particules.
| Système cristallin     | Monoclinique                                     | Tétragonal                | Cubique             |
| ---------------------- | ------------------------------------------------ | ------------------------- | ------------------- |
| Groupe d'espace        | P21/c (no 14)                                    | P42/nmc (no 137)          | Fm3m (no 225)       |
| Paramètres cristallins | a = 513,8 pm b = 520,4 pm c = 531,3 pm β = 99,2° | a = 509,4 pm c = 517,7 pm | a = 512,4 pm        |
| Domaine de température | jusqu'à 1 173 °C                                 | de 1 173 à 2 370 °C       | de 2 370 à 2 680 °C |
| Masse volumique        | 5,85 g/cm3                                       | 6,10 g/cm3                | 6,09 g/cm3          |

La structure cubique correspond à celle de la fluorine qui est de type cubique à faces centrées. Lorsque la température diminue, cette structure se déforme pour donner tout d'abord la structure tétragonale, puis la structure monoclinique.

### Zircone stabilisée
Pour stabiliser la structure cubique à température ambiante, on ajoute des cations de valence plus faible que le zirconium dans la structure cristalline, soit par insertion pour les plus petits (Ca2+, Mg2+), soit par substitution pour les plus gros (Y3+, Ce4+). On forme ainsi des oxydes mixtes avec l'oxyde de magnésium MgO, l'oxyde de calcium CaO et surtout l'oxyde d'yttrium(III) Y2O3. Si la quantité de dopant est assez importante, la zircone est entièrement de structure cubique (FSZ pour Fully Stabilized Zirconia). Si ce n'est pas le cas, on a un mélange de zircone cubique et tétragonale (PSZ pour Partially Stabilized Zirconia).
Dans le cas particulier de Y3+, on parle de zircone stabilisée à l'oxyde d'yttrium ou zircone yttriée, notée YSZ.

### Propriétés physiques
Les propriétés physiques dépendent fortement de la structure cristalline et de la présence de dopants.
La zircone, comme le dioxyde d'hafnium présente une conductivité thermique très faible, de l'ordre de 2,5 W m−1 K−1. C'est donc un matériau intéressant pour concevoir des barrières thermiques.
La zircone est un isolant électrique. La largeur de la bande interdite du dioxyde de zirconium dépend de la phase cubique, tétragonale, monoclinique ou amorphe du matériau ainsi que de son mode de production, mais est généralement estimée entre 5 et 7 eV.
Sous sa forme stabilisée de structure cubique, la zircone peut devenir un conducteur ionique. Ceci est dû au fait que lorsqu'on insère des cations de faible valence dans la structure, on diminue le nombre d'atomes d'oxygène nécessaires pour que le matériau soit neutre, il y a donc des lacunes dans la structure cristalline. Cette conductivité ionique est par exemple utilisée dans la fabrication des sondes lambda.
Les propriétés mécaniques de la zircone dépendent de sa structure et des dopants présents. La zircone yttriée a une dureté Vickers de l'ordre de 1 200 HV et un module de Young égal à 210 GPa.

### Propriétés chimiques
La zircone est chimiquement inerte : elle est lentement attaquée par l'acide sulfurique et l'acide fluorhydrique concentré, et donne du carbure de zirconium ZrC lorsqu'elle est chauffée en présence de carbone, mais donne du chlorure de zirconium(IV) ZrCl4 lorsqu'elle est chauffée avec du carbone en présence de chlore : cette conversion est à la base de la purification du zirconium élémentaire et est analogue au procédé Kroll d'extraction du titane.

## Synthèse
On peut extraire la zircone directement de la baddeyelite puisqu'elle est constituée très majoritairement de zircone. Des mines de baddeyelite sont exploitées au Brésil ou en Floride. Le zircon ZrSiO4 est aussi couramment utilisé comme produit de départ, il contient jusqu'à 66% en masse de zircone. Il faut tout d'abord convertir ce silicate en chlorure de zirconyle ZrOCl2,8H2O, la zircone est ensuite obtenue soit par précipitation, soit par décomposition thermique.
On obtient aussi la zircone par calcination de divers composés du zirconium en tirant profit de sa stabilité thermique. On peut l'obtenir par déshydratation et recuit d'hydrates d'oxydes de zirconium ou de sels de zirconium tels que des nitrates, des oxalates ou des acétates traités avec des oxoacides volatils.
Pour la fabrication des céramiques, la zircone est généralement employée sous sa forme dite stabilisée, c'est-à-dire sans transition de phase induite par chauffage. En effet, dans les applications à haute température, la transition entre les phases tétragonale et monoclinique s'accompagne d'un changement de volume pouvant atteindre 5 % susceptible de générer de fortes contraintes de cisaillement qui fragilisent les joints de grains et peuvent donner lieu à des fissures à travers le matériau. Cette stabilisation est généralement réalisée par l'adjonction d'un faible pourcentage molaire d'oxyde d'yttrium(III) Y2O3, ce qui donne un matériau, appelé zircone stabilisée à l'oxyde d'yttrium et noté YSZ, aux propriétés thermiques, mécaniques et électriques améliorées.
La phase tétragonale peut, dans certains cas, être métastable, ce qui peut conduire, sous l'effet de contraintes mécaniques, et notamment de concentration de contraintes au bord des fissures, à former des phases monocliniques au sein du matériau ; l'expansion volumique associée a pour effet de comprimer les fissures et de retarder leur propagation, ce qui améliore la ténacité de ces zircones. Ce mécanisme de renforcement par transition de phase induite sous contrainte mécanique est souvent désigné par son terme anglais transformation toughening, et contribue à la fiabilité et à la durée de vie des pièces en zircone stabilisée,. La zircone polycristalline tétragonale, ou zircone TZP, est un cas particulier de zircone partiellement stabilisée, ou PSZ, constituée uniquement de phases tétragonales métastables.

## Utilisations

### Zircone
La zircone est principalement utilisée pour produire des céramiques dures, comme en odontologie, mais l'est également comme revêtement protecteur pour particules de pigments de dioxyde de titane, comme matériau réfractaire, comme isolant électrique, comme abrasif ou encore comme constituant d'émail. On la retrouve par exemple dans les pièces d'usure soumises à des frottements, comme les paliers — paliers lisses ou roulements à billes — tels que les chemises des moteurs en compétition automobile. La zircone peut être mise en œuvre par frittage ou par projection plasma. Après frittage, elle se caractérise par une très grande résistance à la rupture, à la fissuration.

### Zircone stabilisée
La zircone stabilisée — notamment à l'oxyde d'yttrium dite 8YSZ — est utilisée dans les sondes lambda et les membranes pour piles à combustible en raison de sa perméabilité à l'oxygène à haute température, ce qui en fait une électrocéramique des plus utiles. Elle est également employée comme électrolyte pour composants électrochromes.
Une variété stabilisée à l'oxyde de scandium Sc2O3 a par exemple été mise en œuvre sur Mars dans l'expérience MOXIE du rover Perseverance. Diverses autres terres rares peuvent être utilisées, qui donnent des matériaux à dureté améliorée, avec par exemple une dureté Vickers de 8,68 GPa (885 HV) mesurée avec une concentration molaire de 13 % d'oxyde de cérium(IV) CeO2. Des traitements de surface appropriés permettent de doter des paliers en zircone d'états de surface éliminant significativement les frottements, par exemple pour réaliser des paliers lisses ou des roulements à billes.
La zircone cubique monocristalline transparente, dite CZ, peut être utilisée comme gemme pour simuler des diamants en joaillerie.
La zircone polycristalline tétragonale (zircone TZP) est utilisée en odontologie conservatrice pour la réalisation de prothèses dentaires telles que couronnes et bridges. Elle est également utilisée pour la réalisation de têtes fémorales des prothèses de hanche.
Les zircones sont également des précurseurs des titano-zirconates de plomb (céramiques PZT), de formule PbZrxTi1−xO3, où 0 ≤ x ≤ 1, aux très nombreuses applications électroniques comme diélectriques high-κ, en substitution du dioxyde de silicium SiO2 dont la permittivité n'est pas assez élevée pour les technologies contemporaines des semiconducteurs.

### Applications thermiques
La zircone cubique présente une conductivité thermique particulièrement faible qui lui vaut d'être utilisée comme barrière thermique pour réacteurs d'avion et turbines à gaz permettant un fonctionnement à haute température. Son coefficient de dilatation thermique est relativement élevé pour une céramique, ce qui permet d'envisager la réalisation de couples céramique/alliages métalliques présentant de bonnes propriétés thermiques et mécaniques.

### Environnement
La zircone peut être utilisée comme photocatalyseur en raison de sa grande largeur de bande interdite, de l'ordre de 5 eV, ce qui permet de générer des porteurs (électrons et trous) d'énergie élevée. Certaines études ont démontré l'activité de la zircone, dopée pour accroître son absorption dans le spectre visible, dans la dégradation de matière organique, et dans la réduction du chrome hexavalent des eaux usées.

### Lames de couteaux en céramique
La zircone est également utilisée dans la fabrication de couteaux à lame en céramique. La zircone confère leur couleur blanche à ces lames, des lames noires chargées en carbone existant également.

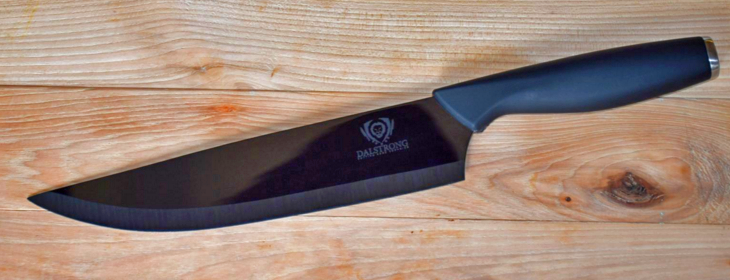
Lame en céramique constituée de zircone chargée en carbone.

### Joaillerie et horlogerie
En raison de la possibilité de lui donner des teintes diverses (noir, blanc, rose, etc.), de sa relative résilience comparativement à d'autres céramiques et de son indice de réfraction élevé, la zircone est utilisée comme matériau pour la réalisation d'objets de luxe en joaillerie, en bijouterie et en horlogerie.

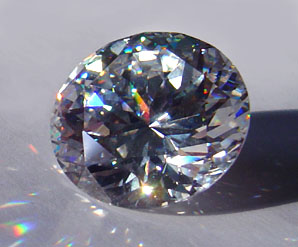
Zircone cubique monocristalline taillée.